# Melipona micheneri
Melipona micheneri är en biart som beskrevs av Schwarz 1951. Melipona micheneri ingår i släktet Melipona och familjen långtungebin. Inga underarter finns listade i Catalogue of Life.